# Nita Lowey
Pour les articles homonymes, voir Lowey.
Nita Lowey, née Nita Sue Melnikoff le 5 juillet 1937 dans le Bronx et morte le 15 mars 2025 à Harrison (New York), est une femme politique américaine, élue démocrate de l'État de New York à la Chambre des représentants des États-Unis de 1989 à 2021. Nita Lowey a représenté le 20e district du Congrès de New York de 1989 à 1993, le 18e district de 1993 à 2013, et le 17e district de 2013 à 2021.

## Biographie

### Origines et carrière professionnelle
Nita Lowey est originaire de l'arrondissement new-yorkais du Bronx. Elle est diplômée de la Bronx High School of Science en tant que major de la promotion de 1955, Elle est également diplômée du Mount Holyoke College en 1959 avec un baccalauréat en études libérales. De 1975 à 1985, elle travaille pour le secrétaire au développement économique de l'État de New York. Elle devient ensuite secrétaire d'État adjointe de l'État de New York pendant 13 ans. Elle a travaillé pour la campagne de Mario Cuomo pour le poste de lieutenant-gouverneur de l'État de New York en 1974.

### Représentante des États-Unis

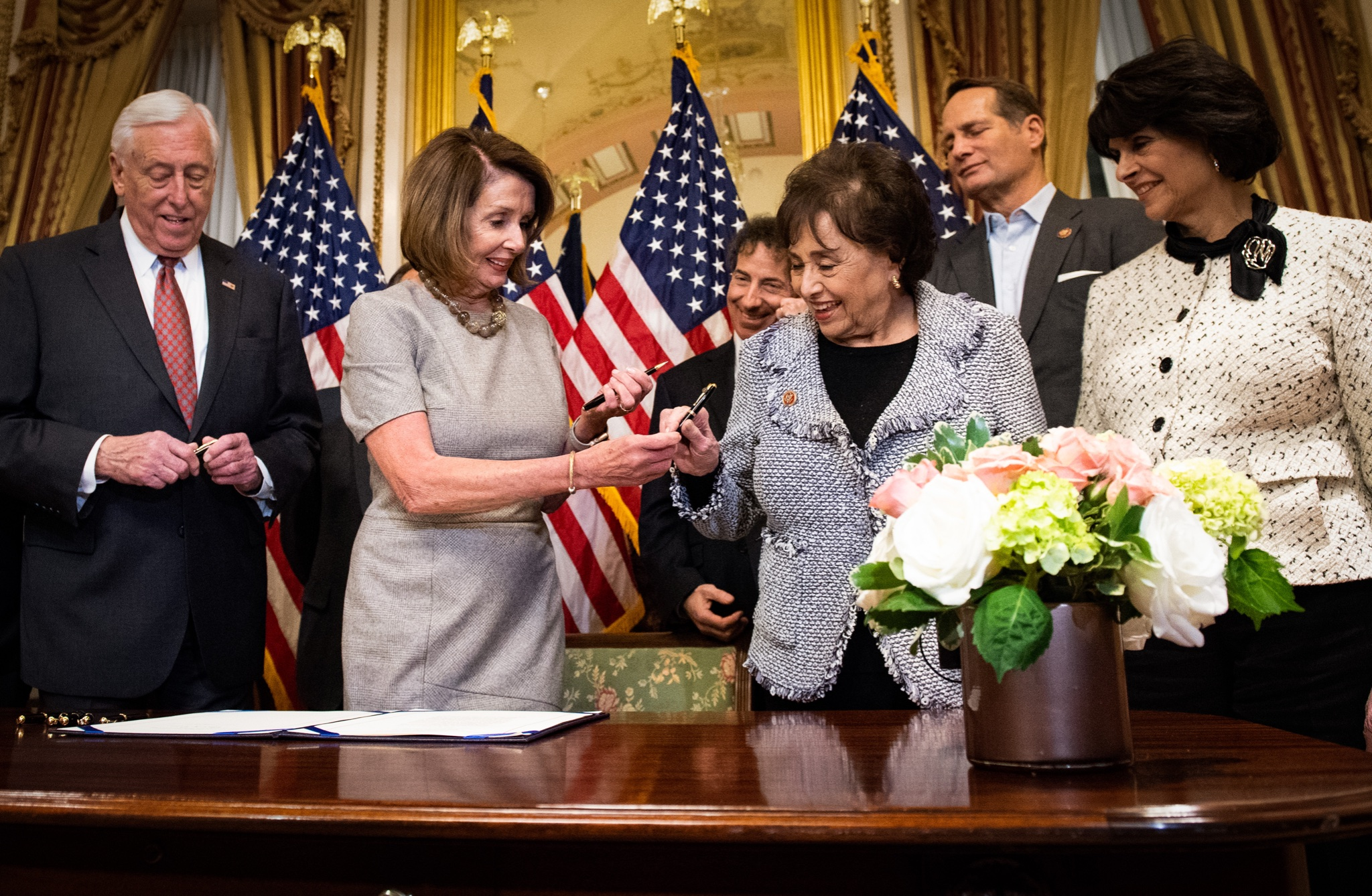
Nancy Pelosi et Nita Lowey en 2020.

En 1988, elle est élue à la Chambre des représentants des États-Unis en battant le républicain sortant Joseph DioGuardi (en), avec 50 % des voix contre 47 % pour le représentant. Dans la banlieue de New York, elle est réélue tous les deux ans avec toujours plus de 55 % des suffrages, sans jamais être concurrencée lors des primaires démocrates.
En 1999, Nita Lowey prépare une campagne en vue des élections sénatoriales de 2000 mais finit par se retirer au profit d'Hillary Clinton, lorsque celle-ci se porte candidate. En vue des élections de 2002, Lowey devient la première femme à prendre la présidence du Democratic Congressional Campaign Committee, qui vise à faire élire des démocrates à la Chambre des représentants.
Lors du 116e congrès (2019-2021), elle préside la commission des dotations de la Chambre des représentants (en anglais : House Committee on Appropriations), qui alloue les crédits aux différentes administrations fédérales. Elle est la première femme à accéder à cette fonction,.
À l'automne 2019, après 30 ans au Congrès, elle annonce ne pas être candidate à un nouveau mandat en 2020.
Nita Lowey est décédée le 15 mars 2025, à son domicile de Harrison dans l'État de New York, des suites d'un cancer du sein, à l'âge de 87 ans,.